# Arthur Levitt

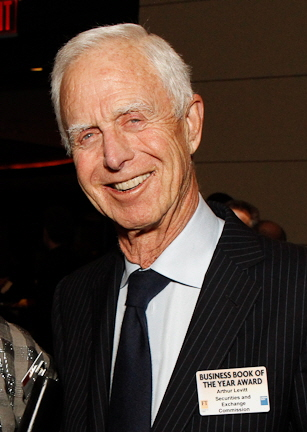
Arthur Levitt (2012)

Arthur Levitt Jr. (* 3. Februar 1931 in Brooklyn, New York City) ist ein US-amerikanischer Wirtschaftsmanager, Unternehmer und Politiker der Demokratischen Partei, der zwischen 1993 und 2001 Vorsitzender der US-Börsenaufsichtsbehörde SEC (Securities and Exchange Commission) war.

## Leben
Levitt, dessen Vater Arthur Levitt senior von 1955 bis 1978 New York State Comptroller und dessen Mutter Grundschullehrerin war, absolvierte nach dem Besuch der Polytechnic Preparatory Country Day School in Brooklyn ein grundständiges Studium am Williams College, das er 1952 mit einem Bachelor of Arts (B.A.) abschloss. Während des Studiums wurde er Mitglied der akademischen Gesellschaft Phi Beta Kappa.
Nach Ableistung des Militärdienstes in der US Air Force war Levitt in verschiedenen Funktionen in der Privatwirtschaft tätig, ehe er zwischen 1978 und 1989 Vorsitzender des Aufsichtsrates der American Stock Exchange. 1986 wurde er Eigentümer der Zeitung Roll Call, die sich überwiegend mit der Berichterstattung zum US-Kongress befasst. 1989 erwarb er darüber hinaus das 1924 gegründete Kulturmagazin Stagebill.
Levitt, der zwischen 1989 und 1993 Aufsichtsratsvorsitzender der Wirtschaftsentwicklungsgesellschaft von New York NYCEDC (New York City Economic Development Corporation) war, wurde am 27. Juli 1993 von US-Präsident Bill Clinton als Nachfolger von Richard C. Breeden zum Vorsitzenden der Securities and Exchange Commission SEC ernannt, der Bankenaufsichtsbehörde der USA. Diese Funktion bekleidete er bis zum 9. Januar 2001 und wurde später durch Harvey Pitt abgelöst.
Seit seinem Ausscheiden aus dem Regierungsdienst ist Levitt seit 2001 Leitender Berater des Private-Equity-Instituts Carlyle Group und war daneben zeitweilig Aufsichtsratsmitglied des Nachrichten- und Informationsdienstleisters Bloomberg L.P., des Medienkonzerns Corporate Communications Broadcast Network (CCBN) sowie der Investmentgesellschaft Neuberger Berman. Des Weiteren ist er Mitglied des Beratungsgremiums der M&T Bank, Mitglied des Beirates für die nationale Infrastruktur (National Infrastructure Advisory Council) sowie Trustee der Denkfabrik RAND Corporation.
2003 wurde Levitt in die American Academy of Arts and Sciences gewählt.

## Veröffentlichungen
- Take on the Street, 2012